# متیو اپولو
متیو آپولو (انگلیسی: Matthieu Epolo؛ زادهٔ ۱۵ ژانویهٔ ۲۰۰۵) بازیکن فوتبال اهل بلژیک است که در حال حاضر برای استاندارد لیژ در پست دروازه‌بان بازی می‌کند.
وی همچنین در تیم‌های ملی فوتبال زیر ۱۷ سال، زیر ۱۸ سال، زیر ۱۹ سال و زیر ۲۱ سال بلژیک بازی کرده است.

## دوران باشگاهی
اپولو بازی فوتبال را در ومل و سپس در بروکسل آغاز کرد. او از آکادمی جوانان اندرلشت رشد کرد و در ژوئن ۲۰۱۹ در سن ۱۴ سالگی به استاندارد لیژ پیوست.